# シャタラー
『シャタラー』（Shatterer/Sicilian Connection）は、1987年制作の日本・イタリアのアクション映画。
シチリアを舞台に、日伊合弁の自動車会社を追い出そうとするマフィアと、その警備を受け請った腕利きのガードマンとパートナーを殺され復讐に燃えるレーサーの闘いを描く。トニーノ・ヴァレリ監督、渡辺晋製作総指揮、吉川晃司主演。

## あらすじ
シチリアに日伊合弁の会社が設立され、そこで効率の良い自動車が製造されることになったが、それに危機感を感じたアメリカの自動車会社はそれを阻止すべく、地元のマフィアのドン・カタラーノに日本人排除を依頼、カタラーノ一味は日本人を次々と襲撃、さらに日本人技師の柳田を誘拐する。工場と契約しているロイヤル保険の調査役・村井は警備会社トップ・シークレット社に警備を依頼、同社は腕利きの警備マンのビクターをシチリアに派遣する。
一方、レーサーの木田光一はナビゲーターを勤めるパートナーの浩とマリアの結婚式に出席するが、彼らもマフィアのターゲットにされて殺されてしまう。復讐に燃える光一はビクターと共にカタラーノ一味との壮絶な闘いに身を投じる。

## キャスト
- 本田光一：吉川晃司
- ビクター：アンディ・J・フォレスト
- 村井：三船敏郎
- アドリアーナ：マリナ・スマ
- ベアトリーチェ：ダリラ・ディ・ラザーロ
- シシビオ：アルツィオ・オノラート
- カタラーノ：オラツィオ・オルランド
- ビアトリス・リング
- ミンモ・パルマーラ
- サルヴァトーレ・ビラ
- タノ・チマローサ

## 製作の経緯
当時の渡辺プロダクション社長渡辺晋製作総指揮の下で渡辺プロダクションが制作費の約半分を出資して制作され、吉川晃司主演でイタリアで撮影がスタートした。
しかし撮影の最中に渡辺が急死、その後監督トニーノ・ヴァレリの手で映画のストーリーが大幅に変更され、当初吉川のサポート役で出演していたイタリアで人気のあったアメリカ人俳優のアンディ・J・フォレストが主役に成り代わってしまった。そのためフォレストの出演時間が突出して多くなり、吉川の出演時間が少なくなったため、当初予定された物と全く違う惨憺たる作品になってしまい、日本の観客は失望したという。